# Santa Baby - Natale in pericolo
Santa Baby - Natale in pericolo (Santa Baby 2: Christmas Maybe) è un film per la televisione del 2009 diretto da Ron Underwood e trasmesso in prima visione dalla ABC Family. Il film vede protagonisti Jenny McCarthy, Lynne Griffin, Richard Side e Gabe Khouth, ed è il sequel di La figlia un po' speciale di Babbo Natale del 2006.